# Vignonet
Vignonet est une commune du Sud-Ouest de la France, située dans le département de la Gironde (région Nouvelle-Aquitaine). Elle est une des huit communes faisant partie de la juridiction de Saint-Émilion qui est classée au patrimoine mondial de l'Humanité par l'Unesco pour son paysage viticole historique qui a survécu intact et est en activité de nos jours.

## Géographie

### Localisation
Commune située dans le vignoble de Saint-Émilion sur la route départementale 936 entre Branne et Castillon-la-Bataille.

### Communes limitrophes
Les communes limitrophes sont Cabara, Saint-Émilion, Saint-Laurent-des-Combes, Saint-Pey-d'Armens, Saint-Sulpice-de-Faleyrens et Sainte-Terre.
| Saint-Émilion              | Saint-Laurent-des-Combes |                    |
| Saint-Sulpice-de-Faleyrens | Vignonet                 | Saint-Pey-d'Armens |
| Cabara                     | Sainte-Terre             |                    |

### Climat
Pour des articles plus généraux, voir Climat de la Nouvelle-Aquitaine et Climat de la Gironde.
Historiquement, la commune est exposée à un climat océanique aquitain.  
En 2020, Météo-France publie une typologie des climats de la France métropolitaine dans laquelle la commune est exposée à un climat océanique et est dans la région climatique  Aquitaine, Gascogne, caractérisée par une pluviométrie abondante au printemps, modérée en automne, un faible ensoleillement au printemps, un été chaud (19,5 °C), des vents faibles, des brouillards fréquents en automne et en hiver et des orages fréquents en été (15 à 20 jours).
Pour la période 1971-2000, la température annuelle moyenne est de 13,3 °C, avec une amplitude thermique annuelle de 14,9 °C. Le cumul annuel moyen de précipitations est de 825 mm, avec 11,2 jours de précipitations en janvier et 6,4 jours en juillet. Pour la période 1991-2020, la température moyenne annuelle observée sur la station météorologique la plus proche, située sur la commune de Saint-Émilion à 5 km à vol d'oiseau, est de 13,9 °C et le cumul annuel moyen de précipitations est de 798,1 mm,. Pour l'avenir, les paramètres climatiques de la commune estimés pour 2050 selon différents scénarios d’émission de gaz à effet de serre sont consultables sur un site dédié publié par Météo-France en novembre 2022.

### Milieux naturels et biodiversité

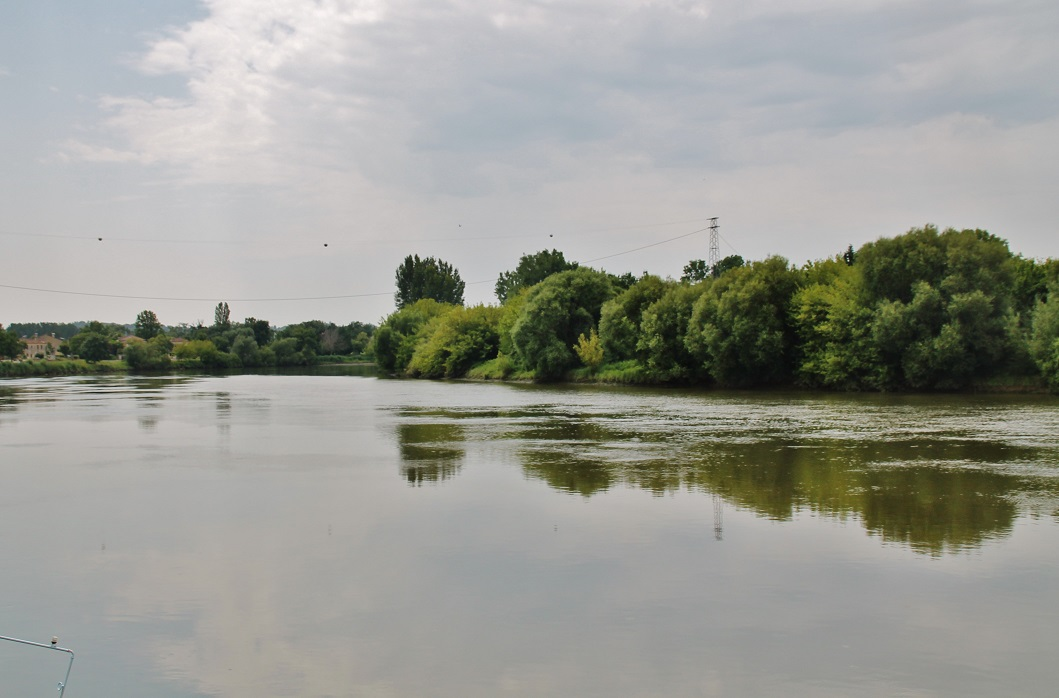
La Dordogne à Vignonet.

#### Natura 2000
La Dordogne est un site du réseau Natura 2000 limité aux départements de la Dordogne et de la Gironde, et qui concerne les 104 communes riveraines de la Dordogne, dont Vignonet,. Seize espèces animales et une espèce végétale inscrites à l'annexe II de la directive 92/43/CEE de l'Union européenne y ont été répertoriées.

#### ZNIEFF
Vignonet fait partie des 102 communes concernées par la zone naturelle d'intérêt écologique, faunistique et floristique (ZNIEFF) de type II « La Dordogne »,, dans laquelle ont été répertoriées huit espèces animales déterminantes et cinquante-sept espèces végétales déterminantes, ainsi que quarante-trois autres espèces animales et trente-neuf autres espèces végétales.

## Urbanisme

### Typologie
Au 1er janvier 2024, Vignonet est catégorisée commune rurale à habitat dispersé, selon la nouvelle grille communale de densité à sept niveaux définie par l'Insee en 2022.
Elle est située hors unité urbaine et hors attraction des villes,.

### Occupation des sols

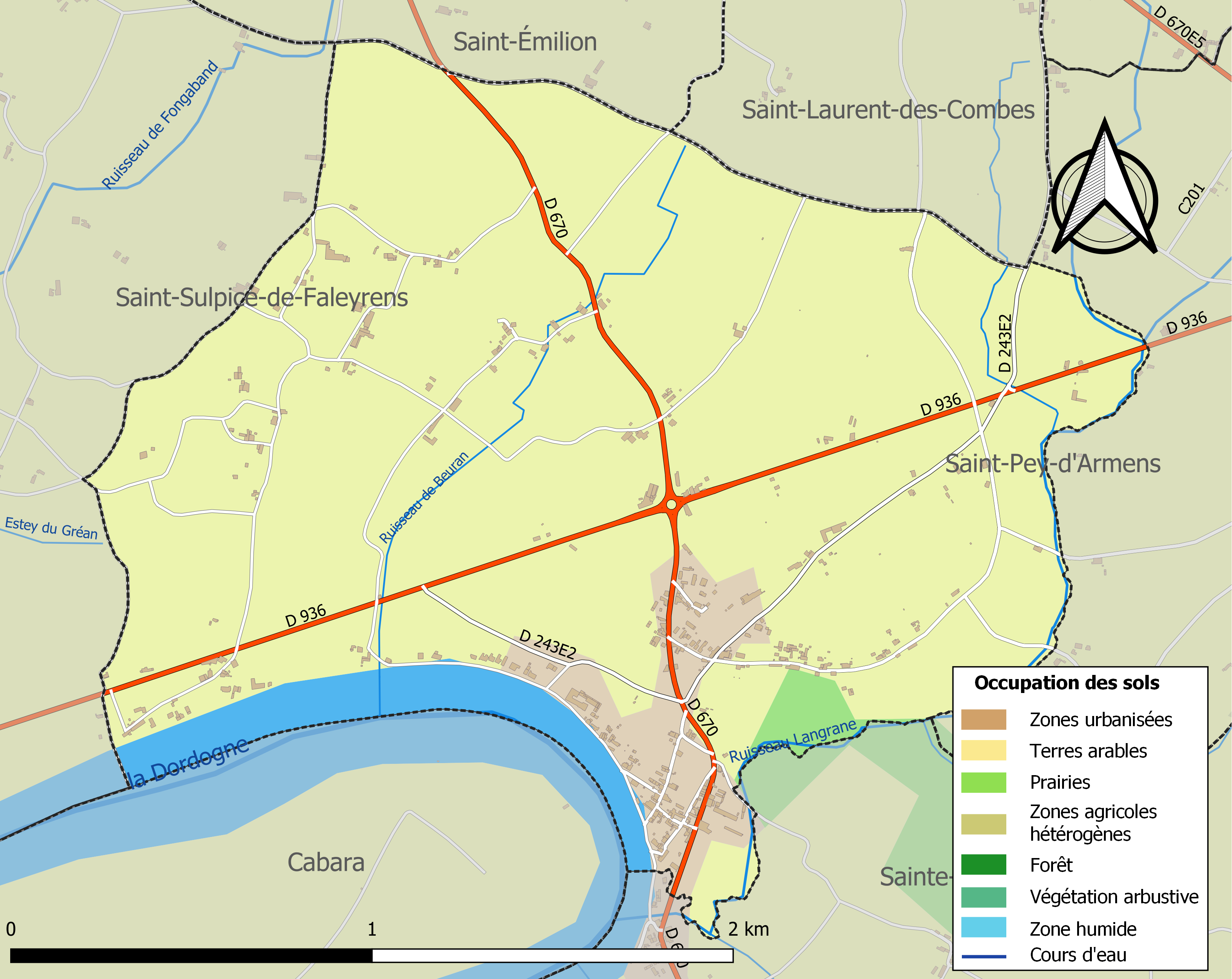
Carte des infrastructures et de l'occupation des sols de la commune en 2018 (CLC).

L'occupation des sols de la commune, telle qu'elle ressort de la base de données européenne d’occupation biophysique des sols Corine Land Cover (CLC), est marquée par l'importance des territoires agricoles (88,5 % en 2018), en diminution par rapport à 1990 (89,5 %). La répartition détaillée en 2018 est la suivante : 
cultures permanentes (87 %), zones urbanisées (6 %), eaux continentales (5,4 %), prairies (1,5 %). L'évolution de l’occupation des sols de la commune et de ses infrastructures peut être observée sur les différentes représentations cartographiques du territoire : la carte de Cassini (XVIIIe siècle), la carte d'état-major (1820-1866) et les cartes ou photos aériennes de l'IGN pour la période actuelle (1950 à aujourd'hui).

### Risques majeurs
Le territoire de la commune de Vignonet est vulnérable à différents aléas naturels : météorologiques (tempête, orage, neige, grand froid, canicule ou sécheresse), inondations et séisme (sismicité très faible). Il est également exposé à un risque technologique, la rupture d'un barrage. Un site publié par le BRGM permet d'évaluer simplement et rapidement les risques d'un bien localisé soit par son adresse soit par le numéro de sa parcelle.

#### Risques naturels
La commune fait partie du territoire à risques importants d'inondation (TRI) de Libourne, regroupant les 20 communes concernées par un risque de submersion marine ou de débordement de la Dordogne, un des 18 TRI qui ont été arrêtés fin 2012 sur le bassin Adour-Garonne. Les événements significatifs aux XIXe et XXe siècles sont les crues de 1843 (6,80 m l'échelle de Libourne), de 1866 (6,40 m) et du 10 février 1944 (6,38 m) et du 27 décembre 1999 (6,36 m). Au XXIe siècle, les événements les plus marquants sont les crues de mars 2010 (5,55 m) et du 31 janvier 2014 (5,97 m). Des cartes des surfaces inondables ont été établies pour trois scénarios : fréquent (crue de temps de retour de 10 ans à 30 ans), moyen (temps de retour de 100 ans à 300 ans) et extrême (temps de retour de l'ordre de 1 000 ans, qui met en défaut tout système de protection). La commune a été reconnue en état de catastrophe naturelle au titre des dommages causés par les inondations et coulées de boue survenues en 1982, 1993, 1999 et 2009,.

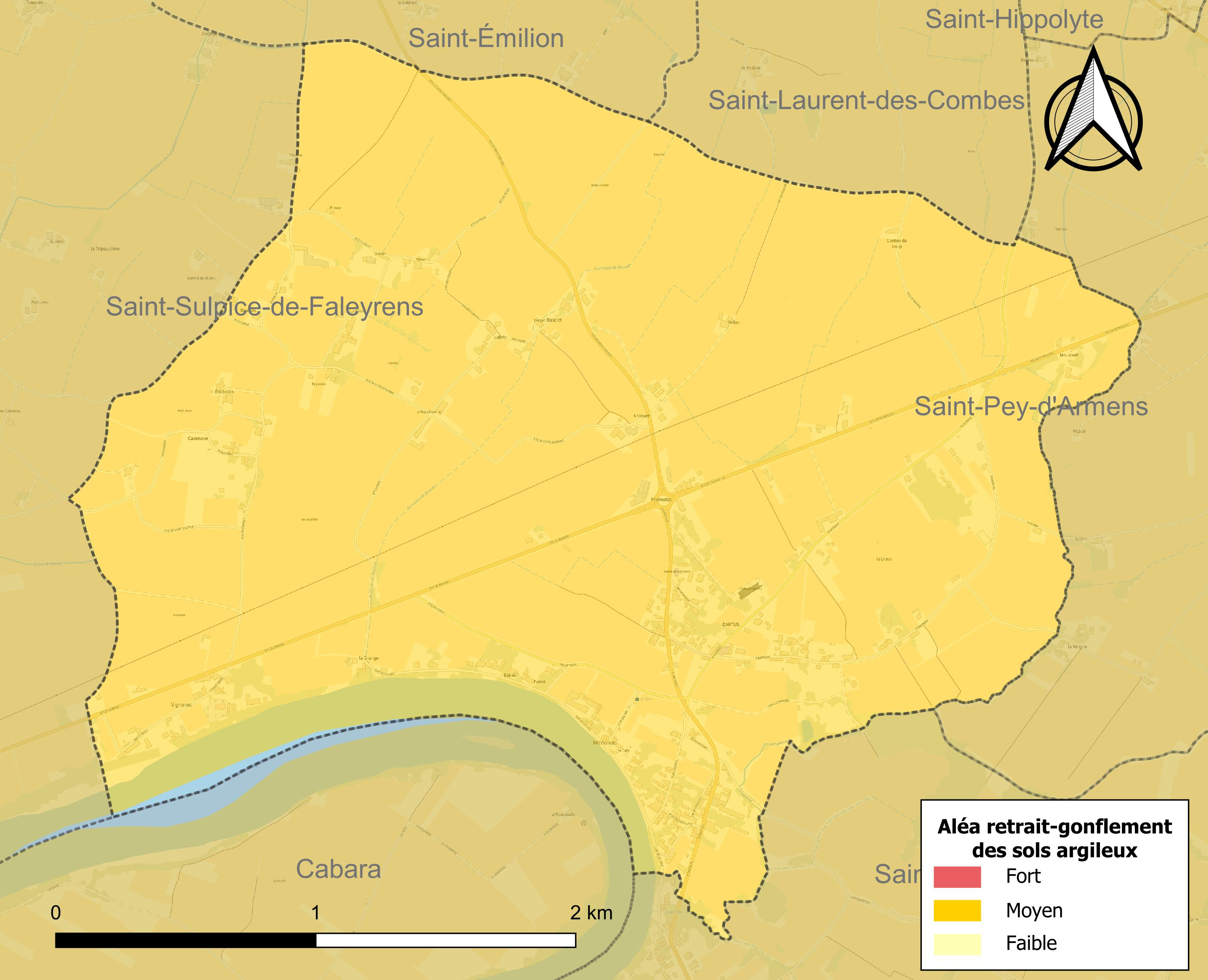
Carte des zones d'aléa retrait-gonflement des sols argileux de Vignonet.

Le retrait-gonflement des sols argileux est susceptible d'engendrer des dommages importants aux bâtiments en cas d’alternance de périodes de sécheresse et de pluie. 99,6 % de la superficie communale est en aléa moyen ou fort (67,4 % au niveau départemental et 48,5 % au niveau national). Sur les 247 bâtiments dénombrés sur la commune en 2019,  247 sont en aléa moyen ou fort, soit 100 %, à comparer aux 84 % au niveau départemental et 54 % au niveau national. Une cartographie de l'exposition du territoire national au retrait gonflement des sols argileux est disponible sur le site du BRGM,.
Concernant les mouvements de terrains, la commune a été reconnue en état de catastrophe naturelle au titre des dommages causés par des mouvements de terrain en 1999.

#### Risques technologiques
La commune est en outre située en aval du  barrage de Bort-les-Orgues, un ouvrage sur la Dordogne de classe A soumis à PPI, disposant d'une retenue de 477 millions de mètres cubes. À ce titre elle est susceptible d’être touchée par l’onde de submersion consécutive à la rupture de cet ouvrage.

## Politique et administration
Avant le redécoupage cantonal de 2015, la commune était rattachée au canton de Castillon-la-Bataille.

### Maires
| Période                                  | Période  | Identité      | Étiquette | Qualité    |
| ---------------------------------------- | -------- | ------------- | --------- | ---------- |
| Les données manquantes sont à compléter. |          |               |           |            |
| mars 2008                                | En cours | Xavier Dangin | SE        | Commerçant |

La mairie de Vignonet abrite également le siège de la Communauté de communes du Grand Saint-Émilionnais.

## Démographie
| 1793 | 1800 | 1806 | 1821 | 1831 | 1836 | 1841 | 1846 | 1851 |
| ---- | ---- | ---- | ---- | ---- | ---- | ---- | ---- | ---- |
| 776  | 688  | 778  | 782  | 730  | 772  | 774  | 857  | 810  |

| 1856 | 1861 | 1866 | 1872 | 1876 | 1881 | 1886 | 1891 | 1896 |
| ---- | ---- | ---- | ---- | ---- | ---- | ---- | ---- | ---- |
| 779  | 794  | 773  | 709  | 724  | 754  | 712  | 716  | 759  |

| 1901 | 1906 | 1911 | 1921 | 1926 | 1931 | 1936 | 1946 | 1954 |
| ---- | ---- | ---- | ---- | ---- | ---- | ---- | ---- | ---- |
| 734  | 711  | 680  | 625  | 615  | 630  | 605  | 595  | 559  |

| 1962 | 1968 | 1975 | 1982 | 1990 | 1999 | 2004 | 2006 | 2009 |
| ---- | ---- | ---- | ---- | ---- | ---- | ---- | ---- | ---- |
| 618  | 640  | 646  | 580  | 582  | 533  | 514  | 507  | 533  |

| 2014 | 2019 | 2022 | - | - | - | - | - | - |
| ---- | ---- | ---- | - | - | - | - | - | - |
| 521  | 503  | 483  | - | - | - | - | - | - |

## Lieux et monuments

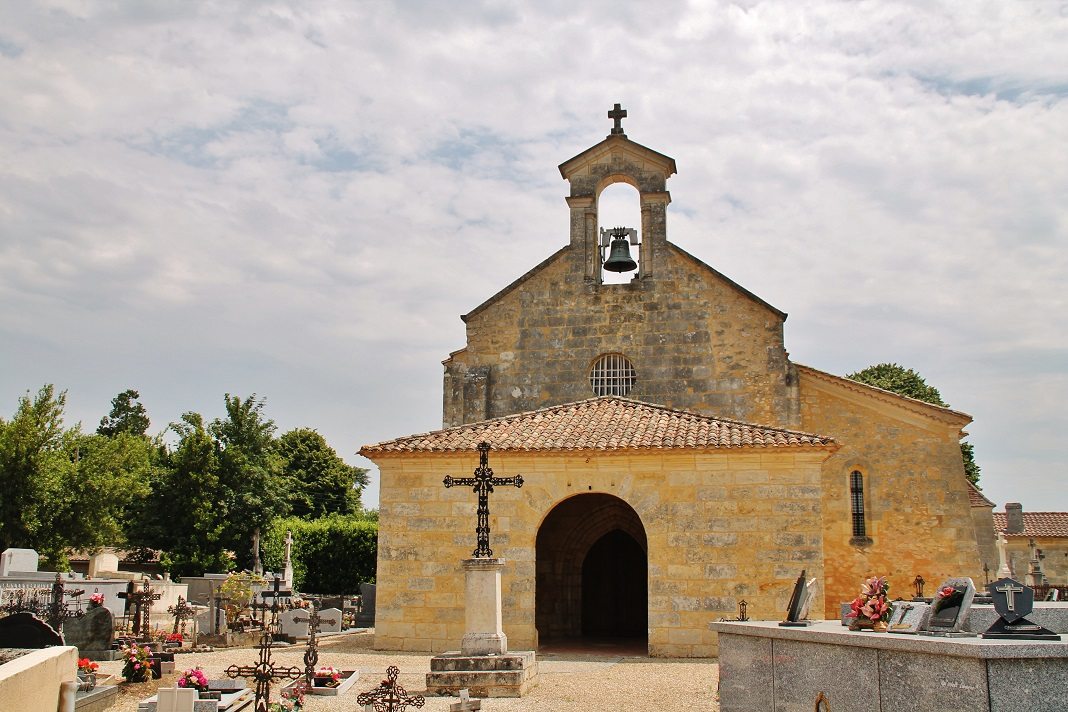
L'église paroissiale Saint-Brice.

- Église Saint-Brice du XIIe siècle, la nef a été agrandie de bas côtés au XVIIIe siècle.

## Personnalités liées à la commune
- Gérard Virol (1913-1996), coureur cycliste professionnel, natif de Vignonet, ayant participé à un Tour de France.
- Pierre Papillaud (1935-2017), PDG du groupe Roxane Eaux, né à Vignonet.